# Calathea indecora
Calathea indecora är en strimbladsväxtart som beskrevs av Robert Everard Woodson. Calathea indecora ingår i släktet Calathea och familjen strimbladsväxter. Inga underarter finns listade.